# Vota la voce 1989
La 17ª edizione di Vota la voce è andata in onda su Canale 5 dal Teatro Romano di Fiesole il 19 settembre del 1989.
Conduttori furono Red Ronnie e Lorella Cuccarini.
Vincitori dell'edizione furono: Zucchero Fornaciari (miglior cantante maschile), Anna Oxa (miglior cantante femminile), Pooh (miglior gruppo), i Ladri di Biciclette (miglior rivelazione), Tina Turner (premio speciale) e Jovanotti (miglior album).

## Cantanti partecipanti
- Vasco Rossi - Liberi liberi, Vivere senza te e Domenica lunatica
- Ladri di Biciclette - Dr. Jazz e Mr. Funk
- Tina Turner - The Best
- Edoardo Bennato - Viva la mamma
- Jovanotti - La mia moto
- Anna Oxa - Tutti i brividi del mondo
- Raf - Ti pretendo
- Grace Jones - Love on top of love
- Zucchero Fornaciari - Diavolo in me
- Alice - Visioni
- Luca Barbarossa - Al di là del muro
- Enzo Jannacci - Se me lo dicevi prima
- Gino Paoli - Hey ma
- Pooh - Concerto per un'oasi
- Gloria Estefan - Oye mi canto
- Renato Zero - Voyeur
- Enrico Ruggeri - Che temperamento!